# Unkle
Unkle (часто стилізований під U.N.K.L.E. або UNKLE, іноді відомий як UNKLE Sounds) — британський музичний гурт, заснований у 1992 році Джеймсом Лавеллем. Спочатку гурт класифікували як трип-хоп, але згодом до складу гурту увійшов продюсер DJ Shadow, і він залучив до співпраці різних запрошених артистів та продюсерів.

## Історія

### 1992—1996
Перший реліз, який записали разом члени гурту, був реміксом для United Future Organization, включеним до їхнього синглу «Loud Minority» 1992 року. До Лавелла і Голдсуорсі приєдналися Масаюкі Кудо і Тошіо Наканіші з японської хіп-хоп команди Major Force (пізніше Major Force West).

### 1997—1999
Лавелл запросив DJ Shadow для роботи над дебютним альбомом і, по суті, відмовився від усього раніше записаного матеріалу. Вони випустили «Psyence Fiction» у 1998 році, отримавши неоднозначну реакцію критиків. Альбом включав колаборацію з зірками, включаючи Тома Йорка (Radiohead), Марка Холліса (Talk Talk), Майка Ді (Beastie Boys), Kool G Rap, Джейсона Ньюстеда (Metallica), Бедлі Броун Боя та Річарда Ешкрофта (The Verve). Альбом був зведений давнім колегою Shadow і продюсером Джимом Аббіссом.
Shadow залишив групу після гастролей «Psyence Fiction», і його замінила група Scratch Perverts, яка деконструювала альбом і виконала його наживо на вертушках у 1999 році. Також у 1999 році колишній продюсер Річард Файл зробив ремікс на трек «Unreal», додавши вокал Ієна Брауна, а отриманий трек був випущений як сингл «Be There».
1 лютого 1999 року Лавелл та Scratch Perverts з'явилися в програмі Radio 1 The Breezeblock, використовуючи «5 вертушок». Сет здебільшого був заснований на треках із «Psyence Fiction», деякі з них переробив Лавелл для живого виступу. Внесок Scratch Perverts полягав у нанесенні на верхню частину треків Unkle, деконструйованої версії «Be There» та деяких сольних інтермедій.

### 2000—2007
У 2001 році Лавелл і Файл знову з'явилися як Unklesounds, створивши для японського радіо мікс під назвою Do Androids Dream of Electric Beats? Це підкреслило новий, більш електронний напрямок, який взяла група, і представив ряд треків із «Psyence Fiction», реміксованих у стилі брейкбіт.
Річ Файл був співпродюсером, грав і співав на другому альбомі «Never, Never, Land», випущеному у 2003 році. У альбомі знову взяли участь низка відомих співавторів, включаючи Ієна Брауна, Джоша Гоммі (Queens of the Stone Age), Роберта Дель Наджа (Massive Attack) і Мані (The Stone Roses, Primal Scream).
Лавелл і Файл продовжували випускати мікси під назвою Unklesounds. Альбом міксів «Edit Music for a Film: Original Motion Picture Soundtrack Reconstruction», який містить зразки фільмів і треки з саундтреків фільмів, був створений для події After Dark 2004 року в ICA London. На заході була роздана версія одного компакт-диска, а у 2005 році він був офіційно випущений у вигляді розширеного комплекту з двох дисків. Група записала музику для короткометражного фільму під назвою «Насіння» режисера Джо Гана разом із Джоном Дебні та Майком Шинода з Linkin Park.
У вересні 2006 року Global Underground випустили «Self Defence: Never, Never, Land Reconstructed and Bonus Beats», бокс-сет із 4 компакт-дисків із реміксами та бонус-треками з сесій «Never, Never, Land», включаючи треки, які раніше були доступні лише на оригінальному DVD-релізі альбому. Він також містив ремікси на трек для їхнього наступного альбому, за участю Ієна Естбері з The Cult, під назвою «Burn My Shadow».
«War Stories», третій альбом Unkle, випущений влітку 2007 року. На альбомі знову брали участь деякі відомі гості, серед яких Джош Гоммі, Гевін Кларк, Роберт Дель Наджа, Ян Естбері, The Duke Spirit, Autolux та Ніл Девіддж. Після виходу синглу «Hold My Hand» Пабло Клементс (з групи The Psychonauts) став учасником Unkle.

### 2008— дотепер
У січні 2008 року Unkle випустив «More Stories», що містить суміш бі-сайдів, реміксів, невипущених сесійних треків «War Stories» та музику для фільму «Одіссея в Римі». Того ж місяця Річ Файл оголосив, що залишає Unkle після 10 років співпраці, щоб продовжити роботу зі своєю новою групою We Fell to Earth. У березні лондонська галерея Lazarides продемонструвала «War Paint», виставку творів мистецтва, натхненну нещодавнім альбомом Unkle «War Stories». Unkle розпочав гастролі по Великобританії.
Четвертий повноцінний альбом Unkle під назвою «End Titles… Stories for Film» вийшов у липні 2008 року. Він написаний у співпраці з Крісом Госсом, Black Mountain, Філіпом Шеппардом, Дейвом Бейтманом, Джоелом Кедбері та Джеймсом Гріффітом (Lake Trout). Альбом описується в примітках як «не новий альбом у звичайному розумінні, а нова музика, натхненна рухомим зображенням». Таким чином, його можна вважати супутником як до «War Stories», так і до попередніх міксів Unklesounds, таких як «Edit Music for a Film».
14 грудня 2008 року відбувся цифровий випуск «End Titles… Redux», альбому, який був випущений наступного дня в обмеженій кількості 3000 компакт-дисків, доступних в офіційних магазинах Unkle. У ньому представлено сім переінтерпретованих треків з альбому «End Titles… Stories for Film» плюс два раніше не видані треки, «When Once It Was» і «A Perfect Storm».
Після випуску синглу «Heavy Drug (Surrender Sounds Mix)» у серпні 2009 року, Unkle розповіли, що вони вже почали запис наступного студійного альбому «Where Did the Night Fall», який був випущений у травні 2010 року за участі зіркового складу виконавців, у тому числі: Марка Ланегана, Ніка Кейва, The Black Angels, Sleepy Sun і Катріни Форд, а також ELLE J і Гевіна Кларка.
18 квітня 2011 року було оголошено, що Unkle очолюватиме танцювальну сцену на фестивалях Редінг і Лідс.
27 лютого 2014 року на iTunes був опублікований сингл «God of Light (Original Game Soundtrack)» з двома піснями з гри God of Light від Playmous і EON.
15 липня 2016 року Unkle випустив сингл «Cowboys or Indians», у якому взяли участь виконавці Ysée, Mink та Elliott Power. Pitchfork повідомив, що Unkle випустить альбом того ж року. У січні 2017 року Unkle оголосили про вихід альбому «The Road», якому буде передувати сингл «Sick Lullaby», що вийде в середині лютого 2017 року. Ця подія збігалася з виставкою в лондонській галереї Lazarides.
Unkle співпрацював з Майклом Ківанукою над треком «On My Knees» для альбому до фільму Netflix «Рома» 2018 року, а новий мікс цього треку пізніше з'явився в альбомі «Rōnin I» 2021 року.

## Учасники

### У теперішній час
- Джеймс Лавелл — продюсування, інструменти (1992 — дотепер)
- Джек Леонард — вокал, бас, клавішні (2016 — дотепер)
- Меттью Паффет (Future Beat Alliance) — клавішні (2016 — дотепер)

### Колишні учасники
- DJ Shadow — продюсування, вертушки (1997—1999)
- Тошіо Наканіші — продюсування (1992—1996)
- K.U.D.O — продюсування (1992—1996)
- Тім Голдсуорсі — продюсування (1992—1996)
- Річ Файл  — вокал, гітара, продюсування (1999—2008)
- Пабло Клементс — продюсування, інструменти (2003—2011)

## Дискографія

#### Студійні альбоми
- Psyence Fiction (1998)
- Never, Never, Land (2003)
- War Stories (2007)
- Where Did the Night Fall (2010)
- The Road: Part 1 (2017)